# Estreito de Evans

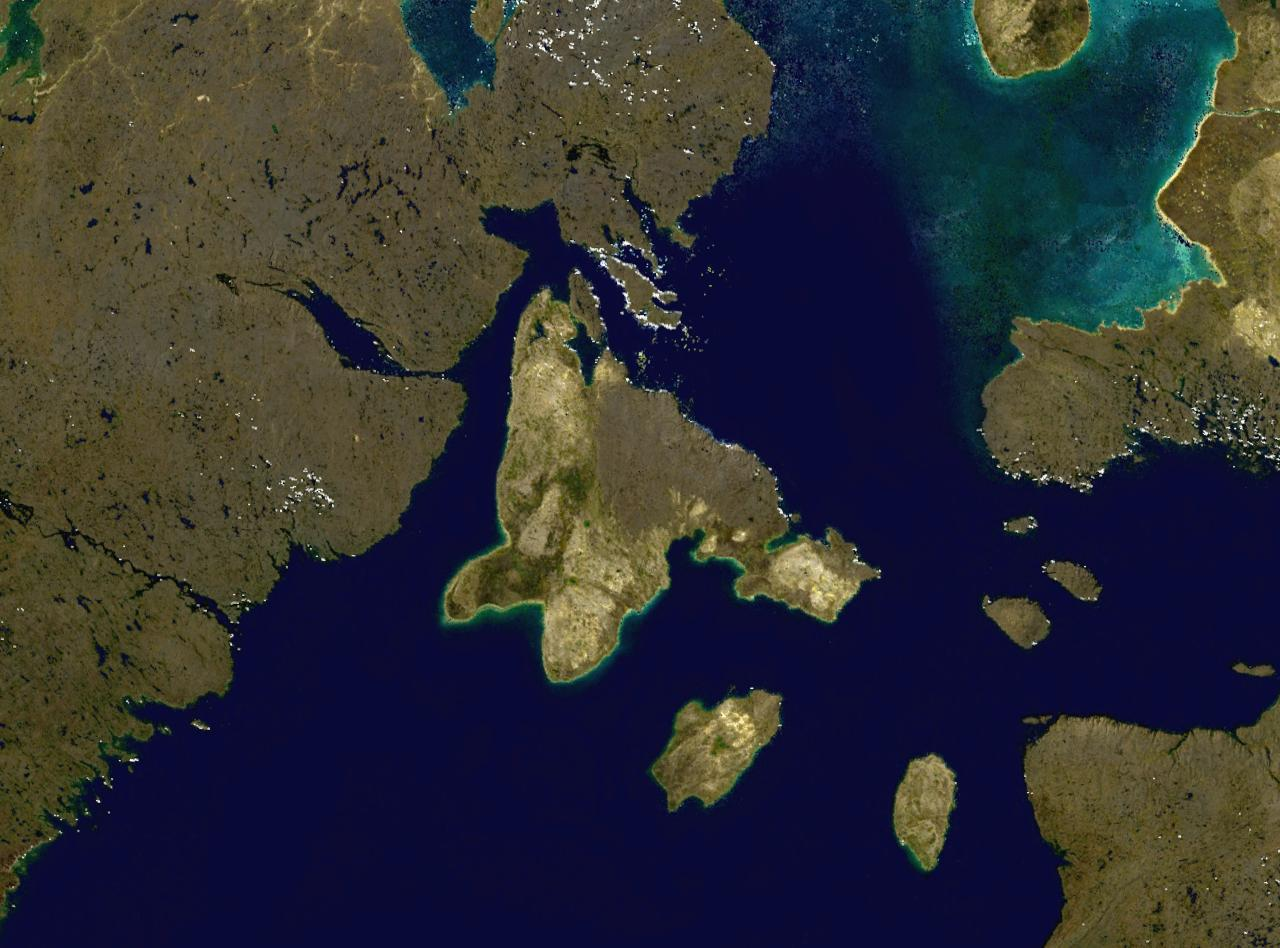
Vista da ilha Southampton. O estreito de Evans está situado na parte sul da ilha, a norte da ilha Coats

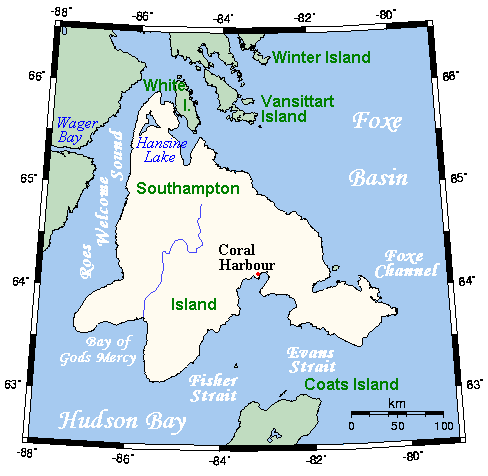
Mapa da região

O estreito de Evans é uma passagem de água natural na região central do Arquipélago Ártico Canadiano, no território de Nunavut. Separa a península de Bell na ilha Southampton (a norte) da ilha Coats (a sul).